# Rusinga

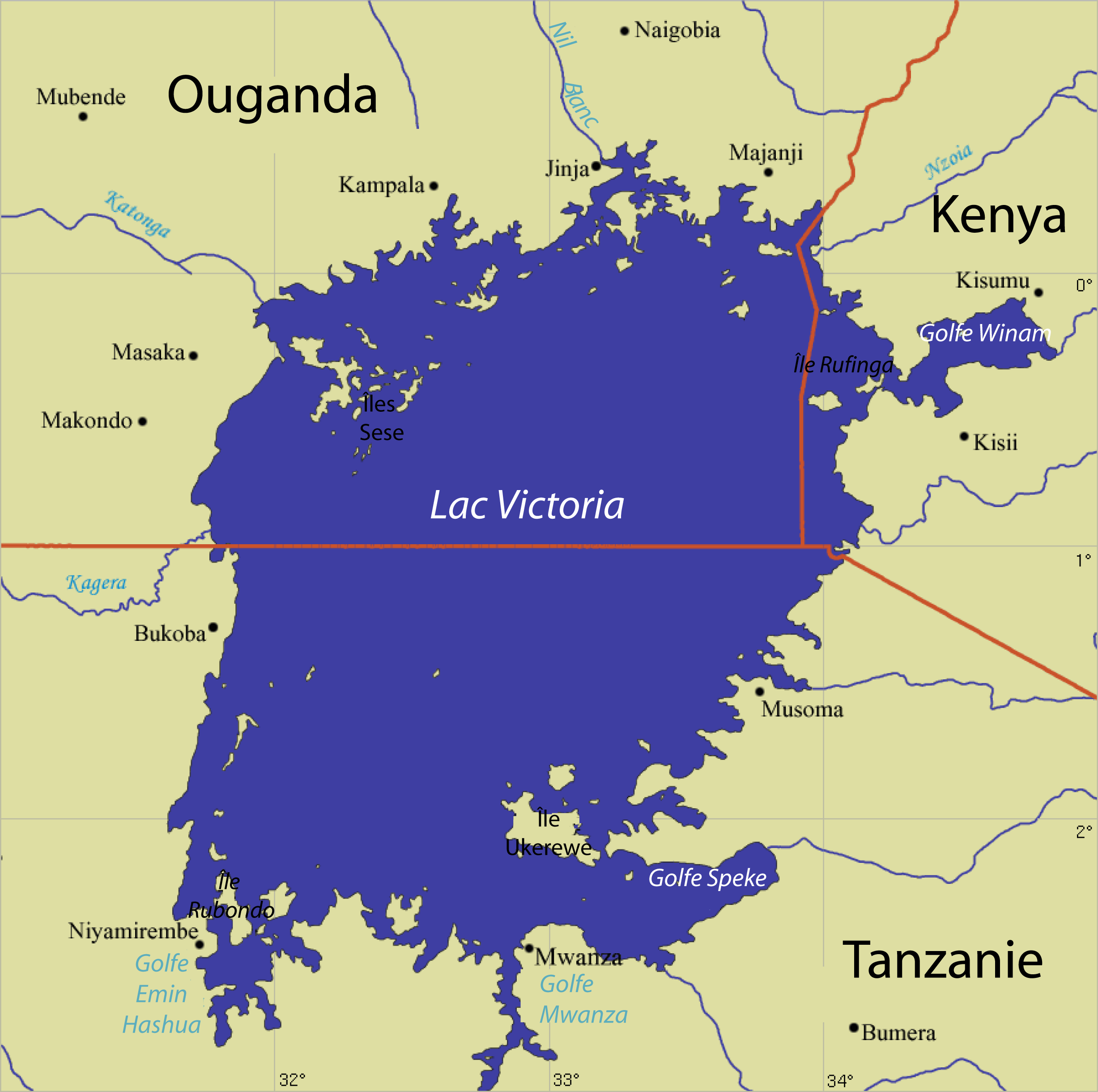
Rusinga (Rusingaön) är en av öarna i nordöstra delen av Viktoriasjön, som är den del som tillhör Kenya.

Rusinga (Rusingaön), är en av de större öarna i Viktoriasjön. Den är belägen i nordöstra delen av sjön och tillhör Kenya. Ön är 16 km på längden och 5 km på bredden. Ön är framförallt känd för sina talrika fossil från miocen-epoken.

## Språket på ön
Det lokala språket är Luo, även om förfäderna till dem som idag befolkar ön var Suba, vilka kom till ön i båtar för hundratals år sedan från Uganda som krigsflyktingar.

## Näringar på ön
Huvudnäringarna på ön är jordbruk, som är självförsörjningsinriktat, samt fiske. De två största grödorna är majs och hirs. Tilapia fiskas ännu, även om den likt alla andra lokala fiskearter kraftigt decimerats på grund av Nilabborren, som planterades in 1954.

## Fossil från miocen-epoken
Rusinga är känt för sina talrika fossil av däggdjur från miocen-epoken. Fynd som är upp till 18 miljoner år gamla. Systematisk forskning och utgrävningar påbörjades av Leakey-expeditionen 1947-1948 och har sedan dess fortsatt, om än sporadiskt. 